# カンヌ国際映画祭
カンヌ国際映画祭（カンヌこくさいえいがさい、仏: Festival International du Film de Cannes）は、1946年にフランス政府が開催して以来、毎年5月（1948年、1950年は中止）にフランス南部コート・ダジュール沿いの都市カンヌで開かれている世界で最も有名な国際映画祭の一つ。2002年から正式にカンヌ映画祭（Festival de Cannes）という名称が使用されるようになった。

## 概要
カンヌ国際映画祭はベルリン国際映画祭、ヴェネツィア国際映画祭と併せ、世界三大映画祭の一つである。審査員は著名な映画人や文化人によって構成されている。世界三大映画祭の中でも唯一、入場が上映作品や映画業界、報道等の関係者に限定され、一般客は入場できない。
併設されている国際映画見本市（フィルム・マーケット）、マルシェ・デュ・フィルム（MARCHÉ DU FILM）も、MIFED、アメリカン・フィルム・マーケットと並び世界三大マーケットのひとつである。マーケットには例年800社、数千人の映画製作者（プロデューサー）、バイヤー、俳優などが揃い、世界各国から集まる映画配給会社へ新作映画を売り込むプロモーションの場となっている。とりわけ、世界三大映画祭と世界三大マーケットが同時に開催されるのはカンヌだけであるため、集中的に世界中のマスメディアから多大な注目が集まり、毎回全世界から数多くの俳優、映画製作者が出席する。
開催期間中は、メイン会場を始め各映画館では映画が上映され、見本市では各製作会社によるブースでプレゼンとパーティが行われる。これから公開される映画はもちろんのこと、予告編しかできていない映画やまだ脚本すらできていない企画段階の映画までが売り込みに出され売買される。このマーケットでどれだけ先にヒット映画を予測し買い取るのかがバイヤーの腕の見せ所でもある。
なお、名称の類似したカンヌ世界映画祭(Cannes World Film Festival)とは別の映画祭である。

## 賞

### 公式選出
- コンペティション部門（シアターリュミエールで上映される。カンヌ映画祭の中心となる部門）
  - パルム・ドール（最高賞）
  - グランプリ（最高賞に次ぐ賞）
  - 監督賞
  - 男優賞
  - 女優賞
  - 脚本賞
  - 審査員賞
- ある視点部門
  - ある視点作品賞（フランス語版）
  - その他の賞もあるが、毎年贈られる賞は異なる（審査員賞、特別賞、監督賞、名脇役賞など）
- 短編部門
  - 短編映画パルム・ドール（フランス語版）
- シネフォンダシオン部門

学生作品が対象の短編作品賞。
- カメラ・ドール

新人監督賞。「コンペティション部門」「監督週間」「国際批評家週間」で紹介された処女作の中から、最も優秀な作品に贈られる。

### 独立選出
- 批評家週間（フランス語版） - フランス映画批評家連盟（フランス語版）主催
  - 批評家週間大賞（フランス語版）
  - フランス4ヴィジョナリー賞
  - SACD賞
  - ライカ・シネディスカヴァリー短編映画賞
- 監督週間（英: Directors' Fortnight、仏: Quinzaine des réalisateurs）[4][5] - 監督協会主催
1968年のカンヌ国際映画祭粉砕事件をきっかけに、政治や商業を抜きにして、より自由な映画選出を謳って設けられた上映週間。
  - 芸術映画賞
  - SACD賞
  - ヨーロッパ・シネマ・ラベル賞
  - イリー短編映画賞

- ACID - 　インディペンデント映画普及協会主催。監督週間と批評家週間に並ぶ、カンヌ映画祭の３つの並行部門のうちのひとつ。芸術的作品を支援するために映画作家たちが創設した「インディペンデント映画普及協会（ACID）」が作品選定・運営。1993年に創設。カンヌでは、世界の先鋭的な9作品を紹介し続けている重要な部門。

### 独立賞
- FIPRESCI賞（国際映画批評家連盟賞）
- エキュメニカル審査員賞
- バルカン賞（技術賞）
- パルム・ドッグ賞
- クィア・パルム
- ショパール・トロフィー（フランス語版）
- フランソワ・シャレ賞（フランス語版）
- ルイユ・ドール（フランス語版）

### 特別賞
- パルム・ドール・ドヌール（名誉パルム・ドール、パルム・ドール名誉賞とも）
- 金の馬車賞（フランス語版）（監督週間の特別賞）
- 記念賞
  - 20周年記念賞（1966年）：オーソン・ウェルズ『オーソン・ウェルズのフォルスタッフ』
  - 25周年記念賞（1971年）：ルキノ・ヴィスコンティ『ベニスに死す』
  - 35周年記念賞（1982年）：ミケランジェロ・アントニオーニ『ある女の存在証明』
  - 40周年記念賞（1987年）：フェデリコ・フェリーニ『インテルビスタ』
  - 45周年記念賞（1992年）：ジェームズ・アイボリー『ハワーズ・エンド』
  - 50周年記念賞（1997年）：ユーセフ・シャヒーン『炎のアンダルシア』
  - 55周年記念賞（2002年）：マイケル・ムーア『ボウリング・フォー・コロンバイン』
  - 60周年記念賞（2007年）：ガス・ヴァン・サント『パラノイドパーク』
  - 70周年記念賞（2017年）：ニコール・キッドマン
  - 75周年記念賞（2022年）：ダルデンヌ兄弟『トリとロキタ』

### 過去に存在した賞
- フランス映画高等技術委員会賞（1951年～2001年）

2003年からバルカン賞に改められた。
- 国際カトリック映画事務局賞（1952年～1973年）

1974年からエキュメニカル審査員賞に改められた。
- ユース賞（フランス語版）（1982年〜2012年）
- 撮影賞
- 音楽賞

最高賞はパルム・ドール（Palme d'Or）と呼ばれ、ノミネートされた20本前後の映画作品の中から選ばれる。二本以上の作品が選ばれる年もある。当初は最高賞を「グランプリ」（Grand Prix du Festival International du Film、国際映画祭のグランプリ）としていたが、1955年にトロフィーの形にちなんだ「パルム・ドール」（黄金のシュロ）を正式名称とし、「グランプリ」とも呼ばれる形とした。1965年に最高賞の正式名称を「グランプリ」に戻すが、1975年に再度「パルム・ドール」としている。長らくカンヌにおいては「グランプリ」とは最高賞の正式名称もしくは別名であったが、1990年に審査員特別賞（'Grand Prix Spécial du Jury'）に「グランプリ」の名が与えられることとなり、混乱を招いている。
年度別に関してはCategory:カンヌ国際映画祭を参照。
1960年にアニメーション部門を独立させ、アヌシー国際アニメーション映画祭を設立した。このため、長年に渡り原則としてアニメーション作品はノミネートされなかったが、近年ようやく時代の変化を受け、徐々にノミネートを試み始めている。

## 歴史
1930年代後半、ファシスト政府の介入を受け次第に政治色を強めたヴェネツィア国際映画祭に対抗するため、フランス政府の援助を受けて開催されることになったのがカンヌ国際映画祭である。1939年から開催の予定だったが、当日に第二次世界大戦勃発のため中止。終戦後の1946年に正式に開始されることになった。
しかし1948年から1950年まで、予算の関係で開催されず、1951年に再び開催。この頃からパレ・デ・フェスティバルが会場として使用されている。
1968年には五月革命が起こり、ルイ・マル、フランソワ・トリュフォー、クロード・ベリ、ジャン＝ガブリエル・アルビコッコ、クロード・ルルーシュ、ロマン・ポランスキー、ジャン＝リュック・ゴダールなどの要請により、映画祭が中断されるという事態が起こった（1968年のカンヌ映画祭）。
2020年は新型コロナウイルスの感染拡大を受け、開催が延期された。またパルム・ドールなどの選考も中止。

## 運営
会長職はフランス映画産業と文化・通信省、外務省、議会の代表者で構成されるフランス国際映画祭協会によって選出される。
2014年には34年間映画祭の運営に携わってきたジル・ジャコブ会長が引退し、ピエール・レスキュールが新会長となっている。
映画祭のメインの運営資金は、半分以上が文化・通信省管轄のフランス国立映画センター（CNC)から融資されている。フランスでは文化特例制度と呼ばれる映画振興政策が取られておりフランス国内で公開された映画は入場料の10.72％が特別追加税として差し引かれ、更にビデオ制作会社やテレビ事業者からの税収がCNCが行う助成活動の資金となる。このため映画祭に出品される映画は、文化特例制度を遵守している必要があり、フランス国内での公開が義務付けられる上に、一般公開日後のメディア化や動画配信の際に規定のスケジュールを守らない場合には出品が認められない。2017年にはNetflixが一般公開せず、限定公開後に間もなく動画配信を行ったが、2018年からの出品が認められなくなっている。

## 60回記念製作映画
2007年に開催60回記念として、映画『それぞれのシネマ〜カンヌ国際映画祭60回記念製作映画〜』が映画祭公式で製作、上映された。「それぞれのシネマ」は映画祭プロデューサー、ジル・ジャコブの呼びかけにより、映画祭にゆかりのある監督たちがそれぞれの「映画館」への想いを3分間でつづったオムニバス映画。参加監督は以下の通り（（）内は主な作品）。
- レイモン・ドゥパルドン(『アフリカ、痛みはいかがですか』)
- 北野武(『HANA-BI』)
- テオ・アンゲロプロス(『永遠と一日』)
- アンドレイ・コンチャロフスキー(『映写技師は見ていた』)
- ナンニ・モレッティ(『息子の部屋』)
- ホウ・シャオシェン(『悲情城市』)
- ジャン＝ピエール&リュック・ダルデンヌ(『ロゼッタ』)
- ジョエル&イーサン・コーエン(『ノーカントリー』)
- デヴィッド・リンチ(『マルホランド・ドライブ』)
- アレハンドロ・ゴンサレス・イニャリトゥ(『バベル』)
- チャン・イーモウ(『HERO』)
- アモス・ギタイ(『キプールの記憶』)
- ジェーン・カンピオン(『ピアノ・レッスン』)
- アトム・エゴヤン(『スウィート ヒアアフター』)
- アキ・カウリスマキ(『過去のない男』)
- オリヴィエ・アサヤス(『夏時間の庭』)
- ユーセフ・シャヒーン(『炎のアンダルシア』)
- ツァイ・ミンリャン(『西瓜』)
- ラース・フォン・トリアー(『ダンサー・イン・ザ・ダーク』)
- ラウル・ルイス(『ミステリーズ 運命のリスボン』)
- クロード・ルルーシュ(『男と女』)
- ガス・ヴァン・サント(『エレファント』)
- ロマン・ポランスキー(『戦場のピアニスト』)
- マイケル・チミノ(『ディア・ハンター』)
- デヴィッド・クローネンバーグ(『ヒストリー・オブ・バイオレンス』)
- ウォン・カーウァイ(『花様年華』)
- アッバス・キアロスタミ(『桜桃の味』)
- ビレ・アウグスト(『マンデラの名もなき看守』)
- エリア・スレイマン(『D.I.』)
- マノエル・デ・オリヴェイラ(『クレーヴの奥方』)
- ウォルター・サレス(『モーターサイクル・ダイアリーズ』)
- ヴィム・ヴェンダース(『パリ、テキサス』)
- チェン・カイコー(『さらば、わが愛/覇王別姫』)
- ケン・ローチ(『麦の穂をゆらす風』)

## 日本映画の受賞
- コンペティション部門受賞
  - 杉山公平 『源氏物語』:撮影賞
  - 衣笠貞之助『地獄門』:パルム・ドール
  - 今村貞雄 『白い山脈』:記録映画賞
  - 市川崑『鍵』:審査員特別賞
  - 小林正樹『切腹』:審査員特別賞
  - 勅使河原宏『砂の女』:審査員特別賞
  - 小林正樹『怪談』:審査員特別賞
  - 大島渚『愛の亡霊』:監督賞
  - 黒澤明『影武者』:パルム・ドール
  - 今村昌平『楢山節考』:パルム・ドール
  - ポール・シュレイダー『ミシマ:ア・ライフ・イン・フォー・チャプターズ』:芸術貢献賞
  - 三國連太郎『親鸞 白い道』:審査員賞
  - 小栗康平『死の棘』:グランプリ
  - 今村昌平『うなぎ』:パルム・ドール
  - 柳楽優弥『誰も知らない』:男優賞
  - 河瀬直美『殯の森』:グランプリ
  - 是枝裕和『そして父になる』:審査員賞
  - 是枝裕和『万引き家族』:パルム・ドール
  - 濱口竜介、大江崇允『ドライブ・マイ・カー』:脚本賞
  - 役所広司『PERFECT DAYS』:男優賞
  - 坂元裕二『怪物』:脚本賞

- ある視点部門受賞
  - 黒沢清『トウキョウソナタ』:審査員賞
  - 黒沢清『岸辺の旅』:監督賞
  - 深田晃司『淵に立つ』:審査員賞
  - マイケル・デュドク・ドゥ・ヴィット『レッドタートル ある島の物語』:特別賞

- 短編部門受賞
  - 渋谷昶子『挑戦』:短編パルム・ドール

- カメラ・ドール部門受賞
  - 河瀬直美『萌の朱雀』:カメラ・ドール

- 独立部門受賞
  - アラン・レネ『二十四時間の情事』:国際映画批評家連盟賞
  - 小栗康平『死の棘』:国際映画批評家連盟賞
  - 今村昌平『黒い雨』:フランス高等技術委員会賞
  - 諏訪敦彦『M/OTHER』:国際映画批評家連盟賞
  - 青山真治『EUREKA』:国際映画批評家連盟賞、エキュメニカル審査員賞
  - 黒沢清『回路』:国際映画批評家連盟賞
  - 河瀬直美『光』:エキュメニカル審査員賞
  - 濱口竜介『ドライブ・マイ・カー』:国際映画批評家連盟賞、エキュメニカル審査員賞
  - 是枝裕和『ベイビー・ブローカー』:エキュメニカル審査員賞
  - ヴィム・ヴェンダース『PERFECT DAYS』:エキュメニカル審査員賞
  - 是枝裕和『怪物』:クィア・パルム
  - 山中瑶子『ナミビアの砂漠』:国際映画批評家連盟賞[10]

## カンヌ国際映画祭を舞台にした作品
- カンヌの恋人(An Almost Perfect Affair) (1979) - 映画監督とあるプロデューサーの妻との恋愛を描くアメリカ映画。
- カンヌ映画通り(Notre Dame de la Croisette) (1981) - ダニエル・シュミットのセミ・ドキュメンタリー。
- カンヌ映画祭殺人事件(La Cité de la peur) (1994) - フランス制作のコメディ。
- カンヌ 愛と欲望の都(Festival in Cannes) (2002) - 映画祭での売り込みに明け暮れる監督、女優、プロデューサー等を描いたドラマ。
- 悪魔の毒々映画をカンヌで売る方法!(All the Love You Cannes! An Indie's Guide to Cannes Film Festival) (2004) - 映画祭でのトロマ・エンターテインメントを描いたドキュメンタリー。
- ファム・ファタール (2004) - ブライアン・デ・パルマ監督のサスペンス。
- Mr.ビーン カンヌで大迷惑?! (2007) - Mr.ビーン劇場版の2作目。
- 山田孝之のカンヌ映画祭 (2017) - ドキュメンタリー風ドラマ

## ギャラリー

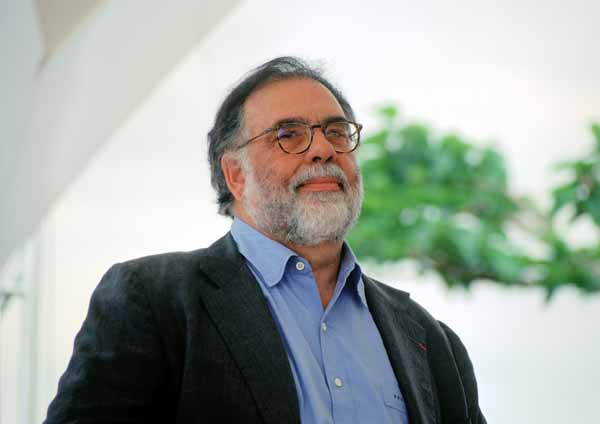
フランシス・コッポラ、2001年
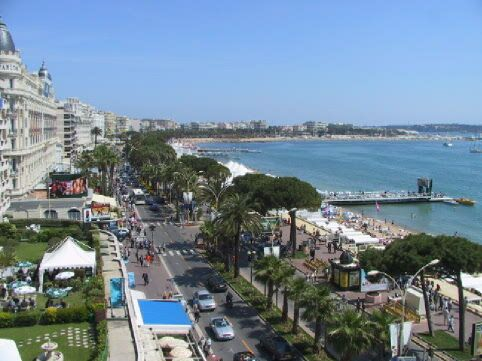
2001年の風景
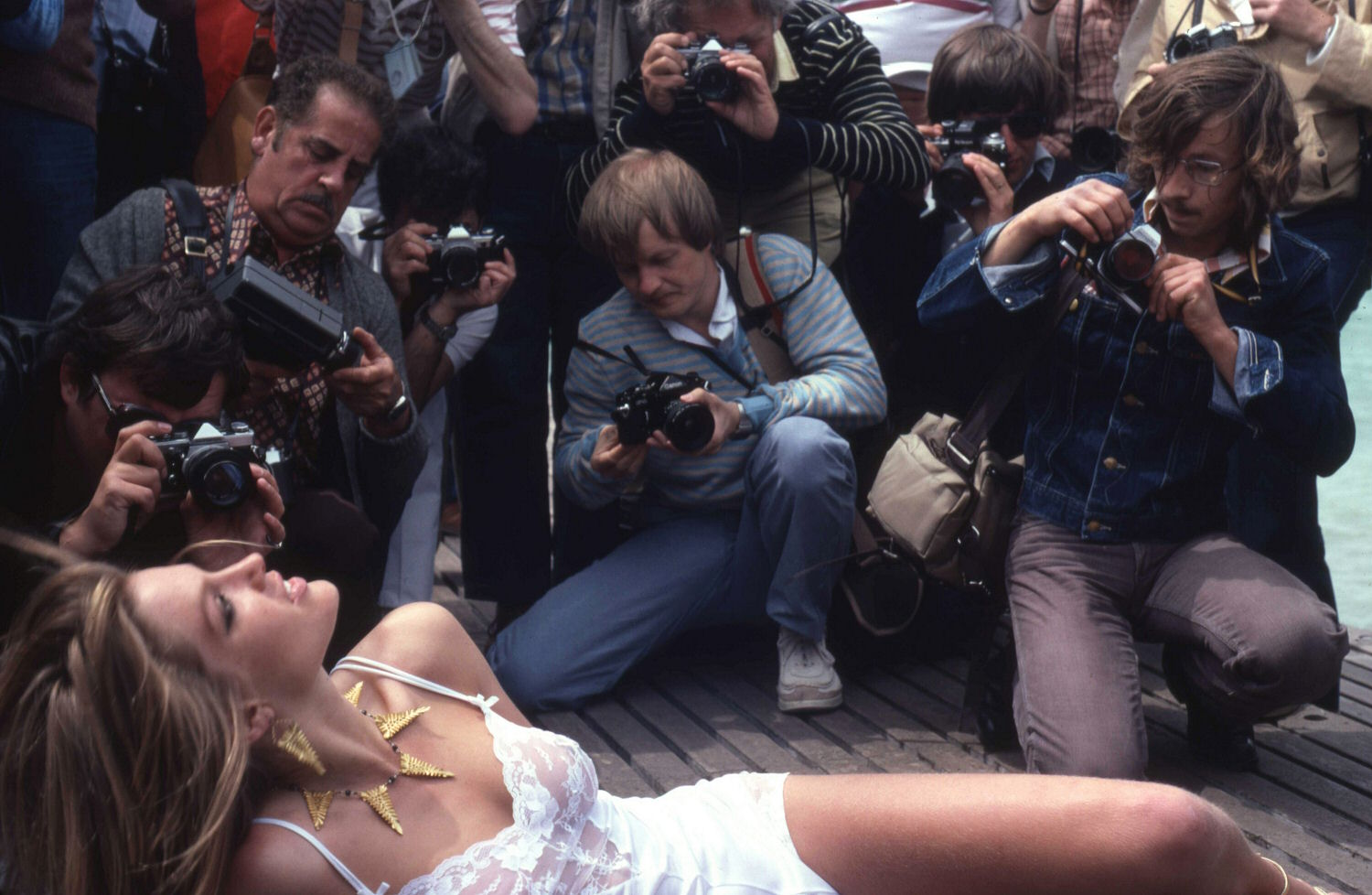
売り出し中の若手女優がカメラに向かってポーズをとる姿は、カンヌの名物のひとつ。
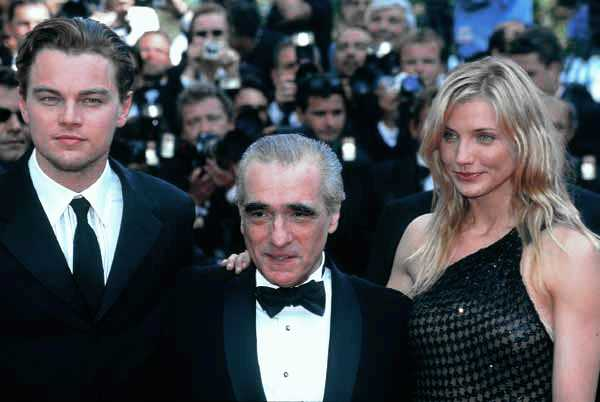
映画祭の出席者達左からディカプリオ、スコセッシ監督、キャメロン・ディアス（2002年）

## 関連文献
- 田山力哉『カンヌ映画祭35年史』三省堂、1984年3月。ISBN 4-385-34865-0。
- 田山力哉『田山力哉のカンヌ映画祭』三省堂、1991年8月。ISBN 4-385-34866-9。
- 中川洋吉『カンヌ映画祭』講談社〈講談社現代新書〉、1994年4月、236-238頁。ISBN 4-06-149199-7。
- 樋口泰人 編『カンヌ映画祭の50年 出品全3280作リスト集』アスペクト、1998年4月。ISBN 4-7572-0048-X。